# 菌肢马陆属
菌肢马陆属（学名：Agaricogonopus）是钩马陆科下的一个属。

## 下属物种
本属包括以下物种：
- 三叶菌肢马陆 Agaricogonopus acrotrifoliolatus Zhang, 1997